# Drinker nisti
Drinker nisti (de Edward Drinker Cope del NIST ) es la única especie del género extinto Drinker de dinosaurios ornitópodos hipsilofodóntido que vivió a finales del período Jurásico, hace aproximadamente 150 millones de años en el Kimmeridgiense, en lo que hoy es Norteamérica.

## Descripción
Drinker medía 2 metros de longitud y 70 centímetros de altura. Este dinosaurio era bípedo, liviano y pequeño, pesaba solamente 10 kilogramos. También era muy rápido y ágil. Tenía un pico con dientes protuberantes que usaba para cortar hojas y ramas. Era herbívoro: se alimentaba de las muchas plantas predominantes del Mesozoico tales como helechos, cicadáceas y coníferas.

## Descubrimiento e investigación
Drinker fue descubierto en 1990 por el Dr. Robert Bakker en estratos jurásicos al oeste de Estados Unidos, precisamente en Wyoming. Al género lo nombró refiriéndose a Edward Drinker Cope, el famoso paleontólogo de finales del siglo XIX. A la especie Drinker nisti la nombró debido al Instituto Nacional de Patrones y Tecnología, NIST por sus siglas en inglés
Descubierto por Siegwarth y Filla en la parte superior de la Formación Morrison en el lecho de Como Bluff, Wyoming, estando presentes en las zonas estratigráficas 5 y 6. Drinker se basa en el holotipo CPS 106, un parcial esqueleto de individuo juvenil que incluye parte de las mandíbulas, vértebras y porciones de los miembros.  Numerosos especímenes adicionales dentro del espectro de edad  se han encontrado en la misma área le fueron asignados, sobre todo consisten  en vértebras y miembros traseros, y dientes. Los autores la consideraban que es demasiado arcaico ser un "verdadero hipsilofodóntido" , particularmente en los dientes que carecen un canto vertical central fuerte, y colocado junto con Othnielia,
hoy llamado Othnielosaurus, en un grupo separado sin nombre.  Desde 1990, poco es lo que ha sido publicado sobre el género.

## Clasificación
Drinker se ha considerado a veces de forma informal como un sinónimo posible del contemporáneo Othnielia, hoy Othnielosaurus, pero las últimas revisiones se lo han mantenido separado. Se lo ha visto generalmente como un hipsilofodóntido de afinidades inciertas pero basal se cree que Phyllodon del último Jurásico de Portugal puede haber sido un pariente cercano.

## Paleobiología
Era diminuto comparado con los gigantes que lo rodeaban tales como el Diplodocus y el Brachiosaurus, y probablemente fue acechado por depredadores carnívoros como el Allosaurus y el Ceratosaurus. Debió tener mucha dificultad al tratar de sobrevivir en esos peligrosos hábitats. R. Bakker describió su ambiente como cenagoso debido a los dientes de peces y  vegetación de pantanos que fueron encontrados en el área, e interpretó sus amplios pies con los dedos del pie de extensión como estando bien adaptado a tal ambiente, comparado especialmente a los estegosáuridos y a los saurópodos de pies estrechos encontrados a otra parte de Morrison. Posteriormente se describió grupos de 6 a 35 personas que se interpretó como representando grupos de Drinker en madrigueras, tal vez ahogados por una inundación o muertos por una enfermedad. Bob Bakker, en un programa de televisión de 1993 y en otros lugares, de que los animales habían sido encontrados dentro de madrigueras, aunque esto no se haya tratado en los trabajos. Si Drinker estaba de hecho como excavador, estaría entre los primeros conocidos entre los dinosaurios; el único caso publicado bien apoyado de un dinosaurio no aviano de un excavador es el más recientemente descubierto lejanamente relacionado Oryctodromeus. Aparte de esto, parece haber sido como otros ornitópodos basales: un pequeño bípedo herbívoro. Vivió junto con tortugas, dipnoos, y mamíferos tempranos multituberculados como Zofiabaatar, Foxraptor.